# 牛惠霖
牛惠霖（1889年—1937年11月20日），江蘇太倉直隸州嘉定縣人，中国近代著名外科医生，曾任中华医学会会长。

## 生平
牛惠霖于1907年自圣约翰大学毕业后赴英国剑桥大学留学。1914年获医学博士学位，成为英格兰皇家外科医学院会员。此后出任伦敦医院主任医师。第一次世界大战期间，他曾任伦敦叶普斯惠区医院与密它瑟斯医院重伤兵外科手术主任医师。
第一次世界大战後，牛惠霖于1918年回到中国，任上海仁济医院副院长、外科主任。1920年辞职改任外科顾问，并与兄弟、著名骨科医生牛惠生创办了霖生医院。
1922年，牛惠霖被聘为中国红十字会总医院院长，同时兼任红十字会时疫医院院长与虞洽卿路时疫医院院长。1923年关东大地震爆发后，他率领赴日救护队前往日本参与救护工作，后被授予日本红十字会纪念勋章。1924年，当选为中华医学会第五届会长。同时，他还任教于圣约翰大学。1932年一·二八事变爆发后，他组织设立伤兵医院，并任上海地方协会救护伤兵第一医院院长、上海公共租界万国商团华队军医长。
1937年，牛惠霖因患肝病在上海去世。

## 家庭
牛惠霖的父亲牛尚周是嘉定历史上的首位留学生，母亲倪桂清则是清末著名传教士倪韫山之女。他也是宋氏三姐妹的表兄。
他与其妻刘义基（Catherine Lau）(1897-1989)育两子两女，后都定居于美国：
- - 子：牛恩安（Abraham En-an New，1927年－2010年），美国牧师，其妻梁景賢(Georgiana Liang)为梁新记牙刷创始人梁日新之女
  - 子：牛恩健（John En-Chien New，1931年－2008年），化学专家
  - 女：牛恩美（Mary New，1933年－），妇产科医生
  - 女：牛恩德（Lily En-Teh New，1934年－2012年），钢琴家